# Попов (музичар)
Марко Попов (Београд, 3. јун 1996), познатији само као Попов, српски је музички продуцент и певач.

## Биографија
Марко Попов је рођен и одрастао у Београду. Музиком је почео да се бави у младости, када је самостално научио да продуцира песме. У почетку је био фокусиран на продукцију електронске музике и неке од песама које је продуцирао током 2017. године били су ремикси песама Опасно Бубе Корелија, Кокаина Сајфера и Bad Џале Брата.
Почетком 2019. године је постао део продукцијске куће Генерација Зед од самог оснивања исте. Међу првим песмама које је продуцирао у оквиру Генерације Зед биле су Отрован Хенија и Војажа, Нућијева Hotline, и Лобања Кобрице.
Са порастом популарности извођача Генерације Зед, Попов је наставио да продуцира музику за песме које су објављиване током карантина, а у том периоду започео је и своју соло каријеру певача, када је објавио најпре песму Сам сам у јуну 2020. године, а потом и Вино јула те године. Уследио је и дует са Нућијем под називом Бамби у септембру, а до краја године објавио је и песму Одговор.
Наредне године наставио је са објављивањем синглова и креирањем песама за чланове Генерације Зед, а продуцирао је песме и за извођаче попут Марине Висковић, Стоје, групе Ђогани и Теодоре Џехверовић. Објавио је песме Laganie, На тићу, Мами није рекла, Паника и Insomnia.
Током 2022. године објавио је дует са Хенијем Мама немој питати и продуцирао више од десет песама за Нућија, Хенија, Зеру, Рељу Торина и друге. Поред тога, избацио је четири сингла — Супер, Лето, Чик погоди и Мики Мики, која је постигла комерцијални успех и преко 15 милиона прегледа на Јутјубу.
Почетком 2023. избацио је сингл Куку леле, а радио је и на песмама Bella Hadid Нућија и Војажа, као и на Нућијевом синглу Automatti. На лето је објавио сингл Сузе у клубу, а крајем 2023. и песме Barbie и Shakira.

## Дискографија

### Синглови
- Сам сам (2020)
- Вино (2020)
- Бамби (ft. Nucci, 2020)
- Одговор (2020)
- Laganie (2021)
- На тићу (2021)
- Мами није рекла (2021)
- Паника (2021)
- Insomnia (2021)
- Супер (2022)
- Мама немој питати (ft. Henny, 2022)
- Лето (2022)
- Мики Мики (2022)
- Чик погоди (2022)
- Куку леле (2023)
- Сузе у клубу (2023)
- (2023)
- (2023)
- На хауби (2024)
- Елегантно (2024)
- Его (ft. Махрина, 2024)

### Као продуцент
- Henny, Voyage, Отрован (2019)
- Nucci, Hotline (2019)
- Кобрица, Nucci, Све због тебе (2019)
- Кобрица, Роузи, Лобања (2019)
- Voyage, Сећања (2020)
- Alexandra, Matrix Band, Све је нестало за трен (2019)
- Henny, Relja Torinno, Балерина (2019)
- Бресквица, Utopia (2019)
- Дака, Спреман (2019)
- Voyage, MihaMih, Требала (2019)
- Voyage, Врати ме (2019)
- Voyage, Буди ту (2019)
- Дака, Памтим (2020)
- Едита, Соба (2019)
- Voyage, Сам (2019)
- R’, Лаки Соса, Диско кугла (2020)
- R’, Лаки Соса, Комиран (2020)
- R’, Лаки Соса, Prime (2020)
- R’, Лаки Соса, Гас пи*ке и вутра (2020)
- R’, Лаки Соса, Сплендид (2020)
- R’, Лаки Соса, Фавела (2020)
- Андрија Јо, Shtatelek (2020)
- Дака, Поглед (2020)
- Граба, Не прилази (2020)
- Дака, Гријех (2020)
- Дака, Бијег (2020)
- Henny, Сети ме се (2020)
- Voyage, Бресквица, Дам (2020)
- Henny, Шансе премале (2020)
- Nucci, Warm up (2020)
- Малени, 192 (2020)
- Малени, Сама (2020)
- X, Нека ме тражи (2020)
- Masha, Сети се (2020)
- Малени, Стерео (2020)
- Voyage, Бресквица, Тања Савић, Панцир (2020)
- Елит Електра, Бебе бебе (2020)
- Nucci, Hawanae (2020)
- Nucci, Уђи на WA (2020)
- Nucci, Бебо (2020)
- Марина Висковић, Љуби ме ту (2021)
- Малени, Манта (2021)
- Nucci, Vroom (2021)
- Никола Миленковић, Предигра (2021)
- Малени, Мрда (2021)
- Henny, Живот (2021)
- Елит Електра, Да се газимо (2021)
- Зера, Да ли си (2021)
- Nucci, Биби (2021)
- Nucci, Бебо 2 (2021)
- Henny, Само на ноћ (2021)
- Стоја, Хера (2021)
- X, И шта да радим? (2021)
- Ђогани, Небо (2021)
- Теодора, Ву (2021)
- Voyage, Nucci, Балкан (2021)
- Зера, Малени, Намерно (2021)
- Nucci, Yugozapad (2021)
- Nucci, Локало (2021)
- Nucci, Црно око (2022)
- Nucci, Бебо 3 (2022)
- Nucci, Црни церак, Сканкови хибриди (2022)
- Henny, Мартини (2022)
- Зера, Олако (2022)
- Relja Torinno, Поповска, Хаос, лом (2022)
- Зера, Бараба (2022)
- Nucci, Опанци (2022)
- Henny, Bratz (2022)
- Voyage, Nucci, Bella Hadid (2023)
- Маријана Зоњић, Далила Драгојевић, Мало ти се допало (2023)
- Nucci, Automatti (2023)